# Villa Furubo

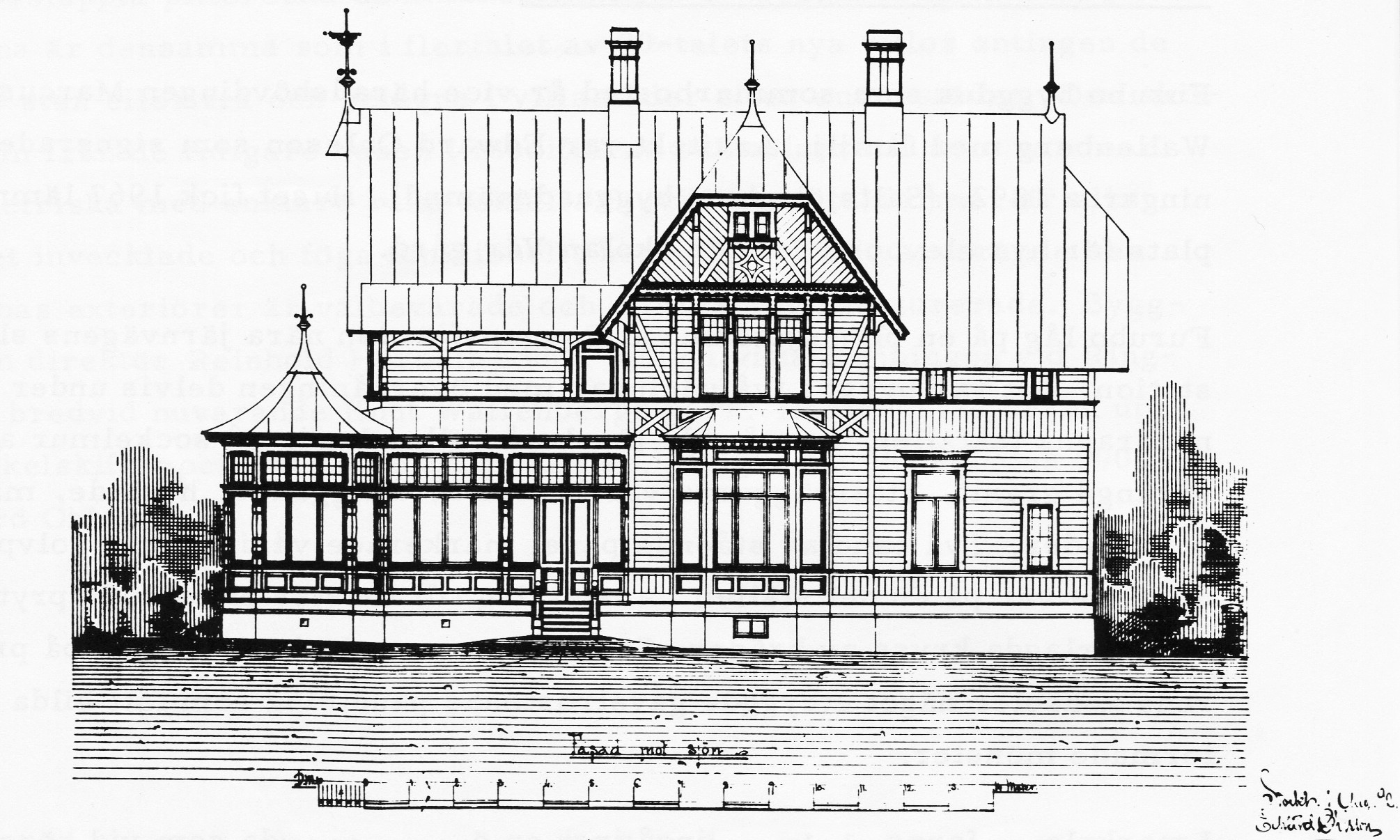
Villa Furubo, fasad mot Baggensfjärden.

Villa Furubo (även Furbo) var en sommarvilla i Saltsjöbaden i Nacka kommun. Villan låg inom området för hotell- och konferensanläggningen Vår Gård och ritades 1892 av arkitekt Edward Ohlsson för Marcus Wallenberg med familj. Villan revs på 1960-talet och på platsen uppfördes sedan Vår Gårds tre hotellängor ”Vågen”, ”Svanen” och ”Delfinen”.

## Historik

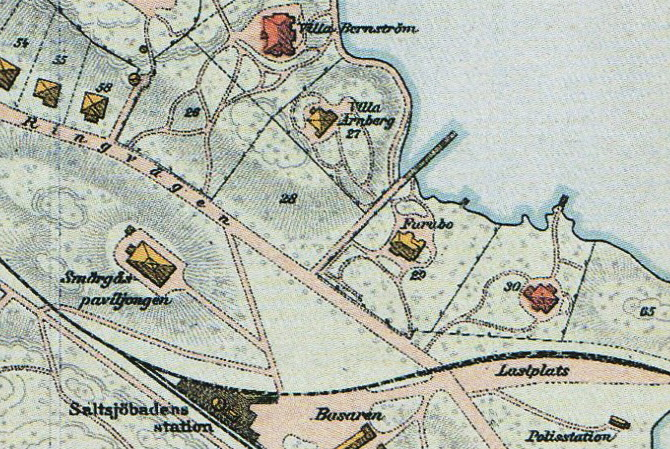
Tomtkarta från 1896.

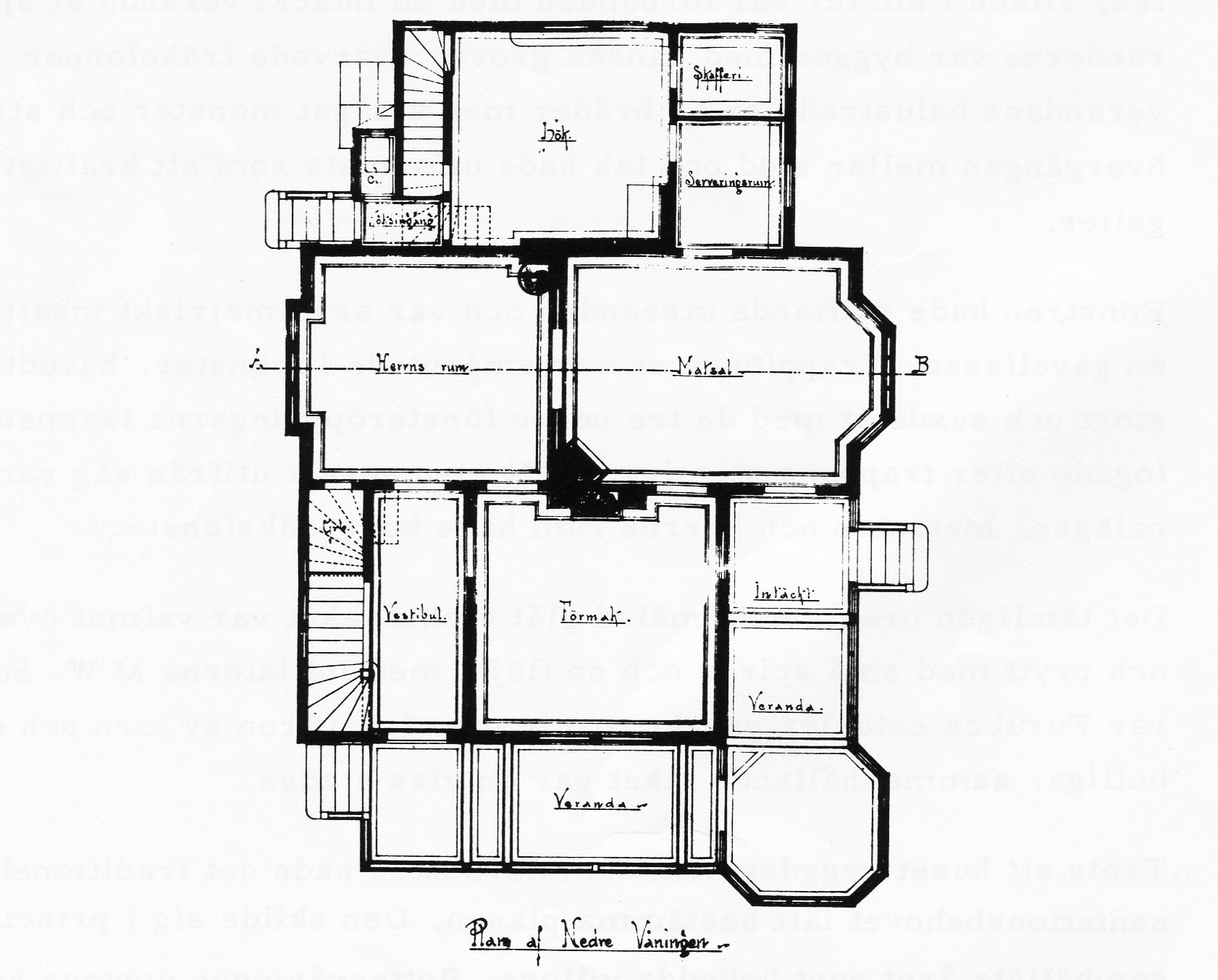
Planritning, bottenvåning.

Villa Furubo togs i bruk år 1893 och var bland de första sommarvillorna som uppfördes i den nybildade villa- och badorten Saltsjöbaden. Beställare var finansmannen Marcus Wallenberg som anlitade arkitekt Edward Ohlsson att rita huset. Olsson ritade ungefär samtidigt flera andra villor för Wallenbergfamiljen, bland annat Villa Amalfi, Villa Matadi och Malmska villan.
Furubo byggdes på en plan strandtomt vid Baggensfjärden inte långt från Saltsjöbadens station. Marcus Wallenbergs närmaste grannar i norr var bankmannen Johan Wolter Arnberg samt chefen för AB Separator, John Bernström. Ännu lite längre norrut, mittemot Sjuvillorna, bosatte sig diplomaten Gustaf Oscar Wallenberg, verkställande direktör för Saltsjöbanan och bror till Marcus. 
Huset var ett trähus i schweizerstil på 1½ plan och koncipierat som sommarvilla, alltså utan tillräcklig isolering och uppvärmning för vintertid. Fasaderna var klädda med stående och liggande panel. Två band med stående panel markerade våningarnas golvnivå. I sydöstra hörnet, med utsikt över Baggensfjärden, ritade arkitekten två verandor med ett litet, åttkantigt hörntorn emellan. 
Trots sommarhusstandard skulle villan nyttjas som plats för representation vilket framgår av planlösningen. På bottenvåningen fanns tre stora, centralt placerade sällskapsrum: ”Matsal” med burspråk mot sjösiden, ”Herrens rum” som kunde öppnas upp mot matsalen via en skjutdörr samt ”Förmak” som var kringbyggt av verandor och vestibul. Vid nordvästra gaveln låg kök, skafferi och serveringsrum. På vindsvåningen fanns rum för tjänstefolk, herrskapets sovrum, ett gästrum, en barnkammare och ett ”klosettkontor” (toalett).

## Furubos vidare öden

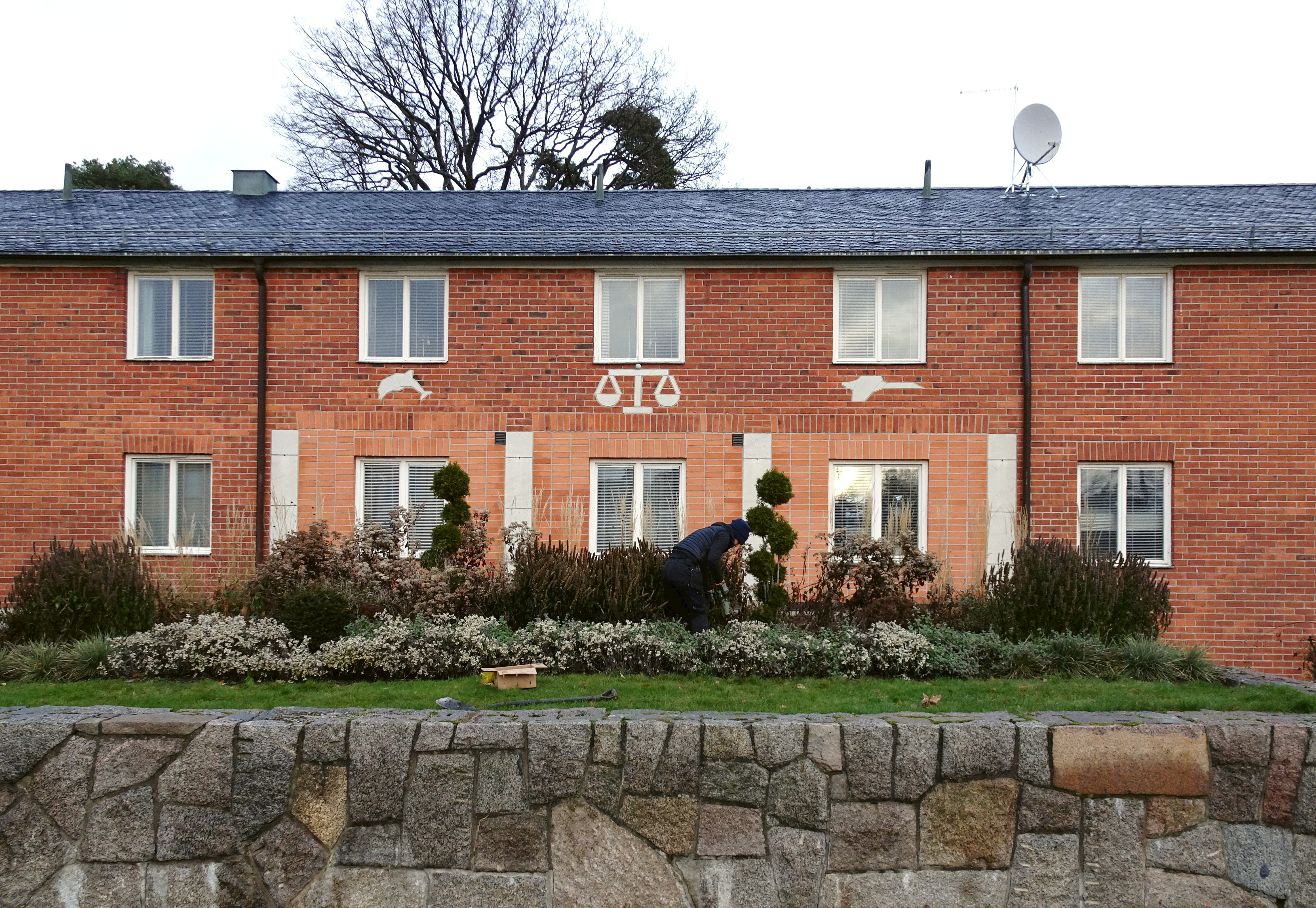
Vår gårds hotellänga, 2015.

Fastigheten hade flera ägare efter Marcus Wallenberg. 1919 tillkom brygga och badhus, som fortfarande finns kvar. 1958 förvärvades villan av Lewi Petrus som huvudkontor för IBRA radio, som sände religiösa radioprogram från fartyg i internationellt vatten på Östersjön.
När Furubo förvärvades av Kooperativa Förbundet 1960 fanns inte mycket kvar av den ursprungliga inredningen. KF lät riva villan och på tomten uppfördes tre bostadshus ”Vågen”, ”Delfinen” och ”Svanen” för Vår Gårds internatelever. Anläggningen - idag hotell - byggdes i "U"-form kring en innergård och tillsammans innehåller de  121 hotellrum. Arkitekt var Dag Ribbing. Anläggningen invigdes 1967.